# Sony Center Berlin

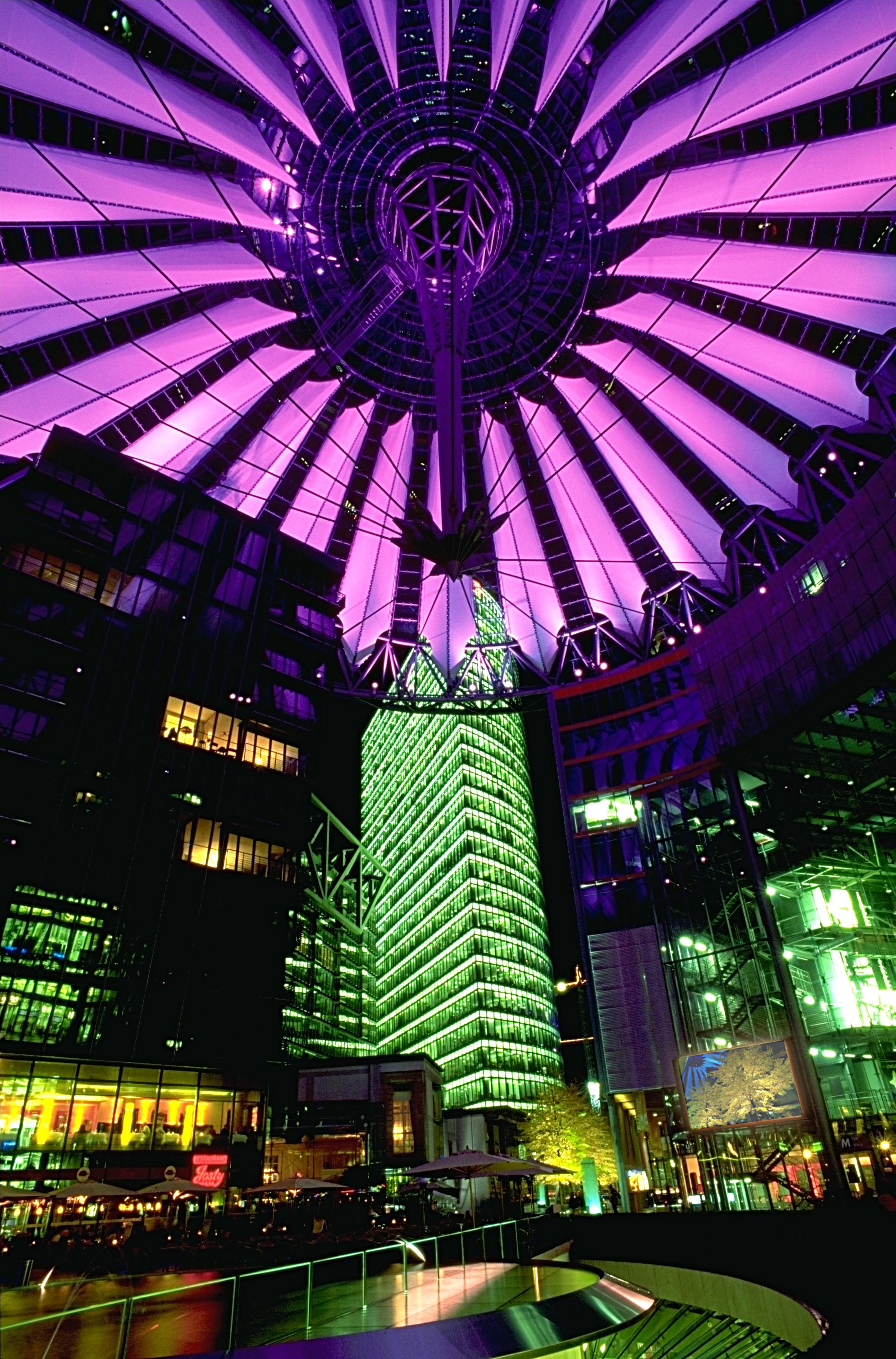
Sony Center på natten

Sony Center är ett byggnadskomplex på Potsdamer Platz i Berlin. Byggnadskomplexet har en stor innegård med ett spektakulärt tak. På innergården finns uteserveringar och en stor fontän.

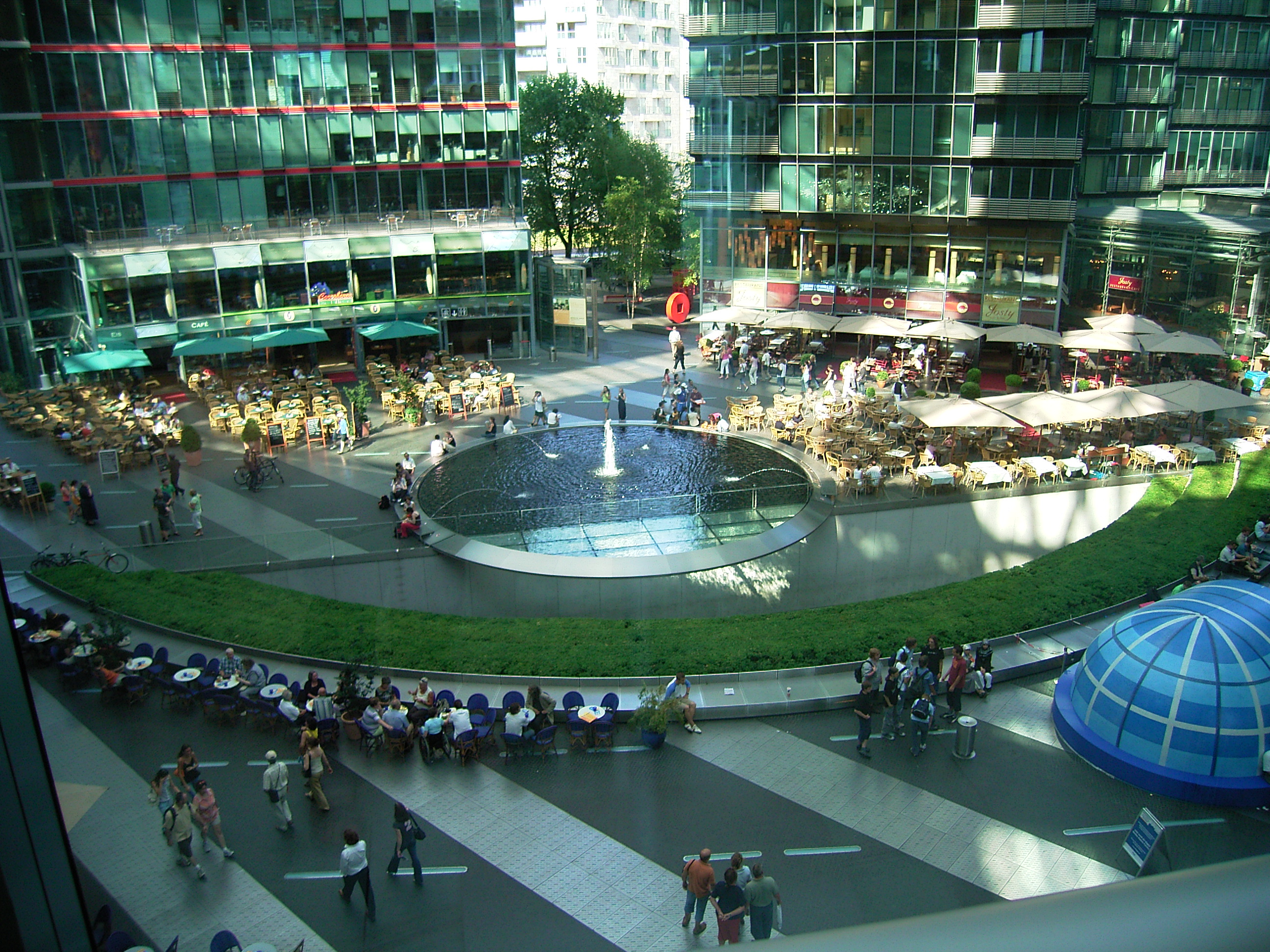
Inuti Sony Center